# Freie Charismatische Gemeinden der Schweiz
Die Freien Charismatischen Gemeinden der Schweiz (FCGS) sind ein Zusammenschluss von charismatischen Gemeinden in der Schweiz und Mitglied im Verbands Evangelischer Freikirchen und Gemeinden in der Schweiz (VFG).

## Entstehung
Seit 1987 treffen sich Verantwortliche von selbständigen charismatischen Gemeinden, aus den regelmäßigen Treffen entstand 2004 die FCGS.

## Struktur und Organisation
Im FCGS sind Gemeinden der Deutschschweiz und der Romandie zusammengeschlossen und zwar aus den Kantonen Fribourg, Wallis, Bern, Aargau, Luzen, Basel und Zürich. Insgesamt besuchen 1400 Erwachsene die 15 Mitgliedsgemeinden.
Die im FCGS zusammengeschlossenen Gemeinden pflegen eine verbindliche Zusammenarbeit und verstehen sich als Dienstgemeinschaft. An gemeinsamen Aktivitäten und Tagungen werden Erfahrungen ausgetauscht, Lehrfragen erörtert und auch Ermutigungen oder Ermahnungen vermittelt.
Der Vorstand besteht aus einem Team von Leitenden einiger Mitgliedsgemeinden. Diese beraten über zukünftige Aktivitäten und bereiten Treffen vor. Jede Mitgliedsgemeinde ist organisatorisch und finanziell unabhängig. Die FCGS sind ein Verein im Sinne von Art. 60 ff ZGB.

## Zusammenarbeit mit anderen Gemeinden
Die FCGS sind Mitglied im Verband Evangelischer Freikirchen und Gemeinden in der Schweiz und stehen auch in Verbindung mit einem internationalen, apostolischen Team. In Zug und Oberdiessbach gehören Gemeinden der FCGS zur örtlichen Sektion der Schweizerischen Evangelischen Allianz (SEA).